# SN 2008dm
SN 2008dm – supernowa typu Ia odkryta 3 czerwca 2008 roku w galaktyce A114323+4604. W momencie odkrycia miała maksymalną jasność 20,60m.